# یوسف شریعت‌زاده
یوسف شریعت‌زاده (۱۳۰۹–۱۳۸۰) معمار ایرانی و از پیشگامان معماری معاصر در ایران بود.
او در سال ۱۳۰۹ شمسی در تبریز متولد شد. وی تحصیلات خود را در رشته معماری در دانشکده هنرهای زیبای دانشگاه تهران آغاز کرد و در سال ۱۳۴۲ از این دانشگاه فارغ‌التحصیل شد.

## زندگی حرفه‌ای
شریعت‌زاده در سال ۱۳۳۷ به همراه امیر نصرت منقح، «مؤسسه امیر نصرت منقح و یوسف شریعت‌زاده» را پی ریزی کردند، که طی آن یکی از زبده‌ترین تیم‌های فنی معماری ایران در مدت زمانی کوتاه شکل گرفت. بیمارستان ژاندارمری (نیروی انتظامی فعلی) در خیابان ولی‌عصر، ساختمان مرکزی وزارت کار و تأمین اجتماعی در خیابان آزادی تهران، تعدادی از بیمارستان‌ها و مراکز بهداشتی سازمان بیمه‌های اجتماعی در نقاط مختلف کشور و ازجمله بیمارستان ۳۰۰ تختخوابی اصفهان و بالاخره تعداد زیادی از واحدهای مسکونی و منازل شاخص شخصی حاصل شکل‌گیری این همکاری در فاصله سال‌های ۱۳۳۷ تا ۱۳۴۱ به حساب می‌آید.
در سال ۱۳۵۰ دور تازه‌ای از فعالیت‌های این تیم طراحی و معماری تحت عنوان «دفتر مهندسان مشاور بنیان» (پیرراز) به همراه محسن میرحیدر آغاز می‌شود. از جمله فعالیت‌های این گروه در سال‌های ۱۳۵۰ تا ۱۳۵۷ می‌توان به مجتمع دانشگاه شهید باهنر کرمان، یک سری از ساختمان‌های آموزشی دانشگاه علم و صنعت، ساختمان صنایع غذایی در نیشابور و گلپایگان و گرمسار، ساختمان چاپ اسکناس بانک مرکزی در تهران، ساختمان شماره ۲ وزارت نفت در تهران، مجتمع صنعتی واگن پارس در اراک، مجتمع آپارتمانی کارشناسان مراکز صنعتی تبریز، مجتمع مسکونی تندیس در بزرگراه آفریقا (تهران)، مطالعه و طراحی ۱۵ مرکز حوزه عمران روستایی و آشیانه هواپیماهای دولتی در فرودگاه مهرآباد تهران اشاره کرد.
آخرین اثر یوسف شریعت‌زاده طراحی ساختمان کتابخانه ملی ایران در تهران است. وی در آبان ماه سال ۱۳۸۰ در گذشت.
در آثار معماری شریعت‌زاده تقلید از سبک‌های معماری دیگر به چشم نمی‌خورد و فرم و حجم‌ها طرح‌های او به تبعیت از تحقیق و مطالعه و شناخت دقیق نیازهای فضا شکل گرفته‌است. او دربارهٔ خود می‌گوید: "من فرم دهنده نیستم، فرم یابنده هستم".

## گزیده آثار
- ساختمان‌های پردیس دانشگاه شهید باهنر کرمان
- ساختمان کتابخانه ملی ایران